# Kobayashi Issa

Kobayashi Issa

Kobayashi Issa (jap. 小林 一茶; * 15. Juni 1763 in Kashiwabara, Provinz Shinano (heute: Stadtteil von Shinano, Präfektur Nagano); † 5. Januar 1828 ebenda; bürgerlicher Name: 小林 信之 Kobayashi Nobuyuki, Kindheitsname: 小林 弥太郎 Kobayashi Yatarō) war ein japanischer Haiku-Dichter. Issa zählt zu den „Großen Vier“ der japanischen Haiku-Dichtkunst: Matsuo Bashō, Buson, Shiki, Issa. Der von ihm gewählte Dichtername Issa bedeutet so viel wie „ein Tee“ oder „ein Schluck Tee“ und ist als Ausdruck seiner Bescheidenheit und Einfachheit zu verstehen.

## Leben
Arm geboren, konnte sich Issa nie aus den bescheidenen Verhältnissen befreien.
Schon als Fünfzehnjähriger begab er sich, als verstoßenes Stiefkind, zur Ausbildung nach Edo (Tōkyō). Aufenthalte in Kyōto, Ōsaka und anderen Zentren japanischer Kultur sind nachgewiesen, bevor sich Issa wieder in seine Heimat begab. Mit 25 Jahren begann er Haikus zu schreiben. Mehrere Schicksalsschläge prägten ihn nachhaltig, so unter anderem der Verlust seiner Frau und mehrerer Kinder. Erst später konnte er seine Lebensumstände mit dem Antritt einer kleinen Erbschaft etwas aufbessern.
Die Haikus Issas durchbrechen oft die nach Bashō erstarrte 5-7-5-Versform. Sie zeichnen sich durch eine tiefe Liebe zur Natur, selbst zu kleinsten und unbedeutenden Wesen aus. Weinbergschnecken, Frösche, Schwalben, Spatzen, Mäuse oder Heuschrecken integriert er ganz selbstverständlich in seine Werke. Die Haikus zeigen seinen Respekt und seine Achtung vor diesen Mitgeschöpfen. Damit führt er das Haiku von einer elitären und hochkomplizierten Kunst zu einer auch einfachen Menschen verständlichen und zu Herzen gehenden Ausdrucksform. 
Die Inhalte seiner Haikus werden von einem unvergleichlichen, liebevollen Humor getragen, der selbst die eigene Person nicht schont. In feiner Selbstironie vergleicht er sich manchmal gar mit Vogelscheuchen am Wegesrand. 
Er wird zeit seines Lebens seine Armut nicht los – also thematisiert er sie. Dabei ist nirgendwo auch nur der kleinste Ansatz von Verbitterung oder Traurigkeit zu erkennen. Fröhlichkeit, buddhistische Genügsamkeit und Zufriedenheit bestimmen Issas Werke.
かたつむり そろそろ登れ 富士の山
„Katatsumuri / sorosoro nobore / fuji no yama“
„Die kleine Schnecke / ganz langsam steigt sie hinauf / auf den Berg Fuji.“

## Wirkung
J. D. Salinger erinnert in seinen Werken an die Wirkung der Haikus von Issa.
これほどと 牡丹のしかた する子かな
„kore hodo to / botan no shikata / suru ko kana“
„Die Päonie ist so groß! / Die Arme des Kindes / ausgestreckt“
Für Salinger zwingt uns Issa zu nichts, wir müssen uns selbst auf Erfahrungen einlassen. Ein Grundgedanke des Autors vom Fänger im Roggen.
Arkadi und Boris Strugatzki entnahmen ihren Titel Die Schnecke am Hang dem oben zitierten Fuji-Haiku. „Ja, kleine Schnecke / Besteige den Berg Fuji / Aber ganz langsam.“ Unbeirrbarkeit, auch wenn das Ziel unerreichbar zu sein scheint, spricht auch für die Brüder Strugatzki aus der Schneckenallegorie.
Der Titel von Jan Snelas Roman Ja, Schnecke, ja geht auf dasselbe Haiku zurück. Die Handlung enthält Züge einer Biografie von Issa, die als vom Protagonisten gelesenes Buch in der Handlung des Romans vorkommt. Der Roman zitiert Issa auch formal, indem er die Gattungen Haibun und Haiku imitiert, die den ästhetischen Rahmen für Issas Werk darstellen. Issa begegnet in Ja, Schnecke, ja sowohl als historisch-reale als auch als fiktive Figur.

## Werke in deutscher Übersetzung
- Die letzten Tage meines Vaters. Aus dem Japanischen übertragen, Vorbemerkung und Nachwort von G.S. Dombrady. Dieterich’sche Verlagsbuchhandlung. Mainz 1985, ISBN 978-3-87162-003-4.
- Ich tötete eine Fliege. Herausgegeben von Elena Moreno Sobrino, Deutsche Übersetzung von A. Gerhard, Illustriert von ElgA. Calambac Verlag. Saarbrücken 2016, ISBN 978-3-943117-89-9.